# Écuires
Écuires – miejscowość i gmina we Francji, w regionie Hauts-de-France, w departamencie Pas-de-Calais.
Według danych na rok 1990 gminę zamieszkiwało 878 osób, a gęstość zaludnienia wynosiła 96 osób/km² (wśród 1549 gmin regionu Nord-Pas-de-Calais Écuires plasuje się na 603. miejscu pod względem liczby ludności, natomiast pod względem powierzchni na miejscu 375.).